# Diana Trujillo
Diana Trujillo Trujillo Pomerantz (Cali, 4 gennaio 1980) è un'ingegnera colombiana.
È un'ingegnera aerospaziale presso lo Jet Propulsion Laboratory della NASA. È stata capo missione per il rover Curiosity. Nel 2021 guida il team di ingegneri responsabile del braccio robotico del rover Perseverance.

## Biografia

### Infanzia e istruzione
Trujillo è nata il 4 gennaio 1980 a Cali in Colombia. Sua madre era una studentessa di medicina quando rimase incinta e dovette lasciare gli studi per occuparsi della figlia. Trujillo ha frequentato il Colegio Internacional Cañaverales, una scuola bilingue accreditata dall'International Baccalaureate Organization. Incoraggiata dalla sua famiglia ha deciso di trasferirsi negli Stati Uniti all'età di diciassette anni con soli 300 dollari. Per migliorare le sue conoscenze linguistiche ha preso lezioni di inglese al Miami Dade College mentre lavorava come governante.
Trujillo si è iscritta all'Università della Florida per studiare ingegneria e in seguito, ispirata da un articolo di una rivista sul ruolo delle donne che lavorano nelle missioni aerospaziali e avendo fiducia nelle sue capacità matematiche, ha deciso di fare domanda per la NASA Academy, diventando la prima donna immigrata ispanica ammessa al programma. È stata una delle due partecipanti ad ottenere un'offerta di lavoro dalla NASA. Durante il suo lavoro all'Academy, ha incontrato uno degli specialisti di robot della NASA, Brian Roberts, che la convinse a trasferirsi nel Maryland per aumentare le sue possibilità di avere una carriera nel settore aerospaziale. Trujillo ha frequentato l'Università del Maryland dove ha fatto parte del team di ricerca del professor Roberts incentrato sui robot nelle operazioni spaziali e nel 2007 ha conseguito una laurea in ingegneria aerospaziale.
La sua storia è diventata un libro di scienze per bambini intitolato Mars Science Lab Engineer, di Kari Cornell.

### Carriera
Trujillo è stata assunta NASA nel 2008, lavorando al Goddard Space Flight Center sul programma Constellation e al Jet Propulsion Laboratory sulle missioni spaziali umane e robotiche. Ha ricoperto molti incarichi, tra cui Responsabile delle attività del sistema di campionamento della superficie e Responsabile dei sistemi dello strumento di rimozione della polvere. Il Dust Removal Tool ha richiesto sei mesi di sviluppo e ha permesso di rimuovere la polvere dalla superficie di Marte per consentire agli scienziati di studiare la superficie sottostante. È stato usato nel 151º giorno di Curiosity su Marte.
Nel 2009 è stata nominata Ingegnere dei sistemi di telecomunicazione per il rover Curiosity. Trujillo era responsabile delle comunicazioni tra il veicolo spaziale e la Terra. È stata anche Capo ingegnere dei sistemi di terra di volo e del banco di prova del sistema del veicolo sulla superficie di Marte.
Nel 2014 Trujillo è stata promossa a Capo missione ed è stata inserita tra i 20 latini più influenti nell'industria tecnologica.
Trujillo ha lavorato sul braccio robotico del rover Perseverance e il 18 febbraio 2021 ha condotto la prima trasmissione in lingua spagnola della NASA per l'atterraggio del rover su Marte.
È stata coinvolta in diverse iniziative per ispirare i giovani dell'America Latina a intraprendere una carriera nella scienza e nell'ingegneria. Ha partecipato alla conversazione su Il diritto di contare all'University of Southern California insieme a Octavia Spencer e Pharrell Williams. È stata mentore della Brooke Owens Fellowship, che ha creato con suo marito Will Pomerantz della Virgin Galactic. Nel giugno 2020 Trujillo è stata nominata nel comitato esecutivo della Brooke Owens Fellowship. Ha ricevuto il premio Bruce Murray for Excellence in Education and Public Engagement del Jet Propulsion Laboratory. È apparsa nella celebrazione del 2018 della CBS per il mese della storia delle donne.

## Vita privata
Trujillo si è sposata con Will Pomerantz nel 2009. La coppia ha due figli.